# شوسی
شوسی (به زبان لاتین: Shosi) یک منطقه مسکونی در جمهوری آذربایجان است که در شهرستان یاردیملی واقع شده است.